# 에마누엘레 칼라이오
에마누엘레 칼라이오(이탈리아어: Emanuele Calaiò, 1982년 1월 8일, 이탈리아 팔레르모 ~ )는 이탈리아의 전 축구 선수로, 현역 시절 포지션은 스트라이커였다.

## 수상 경력
- 2000–01 세리에 B (토리노)
- 2005–06 세리에 C1 (나폴리)
- 2006–07 세리에 B (나폴리)